# Skidåkning i Albanien
Skidåkning i Albanien har prövats för första gången 1931-32 men man vet inte av vem. Det åtföljdes av kurser i skidåkning anordnad av Enti Kombëtare som var en organisation för ungdomar. Albanien tillverkade skidor under 1950-talet men de var av mycket dålig kvalitet. Det finns inte tillräckligt med faciliteter för skidåkning i Albanien och det verkar som om få personer åker skidor i landet.